# Le Pacte de grossesse

Le Pacte de grossesse (The Pregnancy Pact) est un téléfilm américain réalisé par Rosemary Rodriguez et diffusé le 23 janvier 2010 sur Lifetime.

## Synopsis
Cette histoire est inspirée d'un fait divers survenu en 2008 aux États-Unis, 17 filles d'un même lycée décident de tomber enceintes en même temps.
Dans cette ville de Gloucester, une journaliste du web, Sidney Bloom, décide de se rendre dans son ancien collège pour enquêter, poser des questions aux filles concernées et au proviseur, tout en jouant une sorte de psychologue auprès des filles.

## Fiche technique
- Titre original : The Pregnancy Pact
- Réalisation : Rosemary Rodriguez (en)
- Scénario : Pamela Davis et Teena Booth
- Durée : 87 minutes
- Pays :  États-Unis

## Distribution
- Thora Birch (VF : Ariane Aggiage) : Sidney Bloom[2]
- Madisen Beaty (VF : Dorothée Pousséo) : Sara Dougan
- David Clayton Rogers (en) (VF : Jérémy Bardeau) : Brady Leary
- Max Ehrich (VF : Antoine Schoumsky) : Jesse Moretti
- James McCaffrey (VF : Thierry Buisson) : Michael Dougan
- Camryn Manheim (VF : Josiane Pinson) : l'infirmière Kim Daly[3]
- Nancy Travis (VF : Caroline Beaune) : Lorraine Dougan[2]
- Michelle DeFraites (VF : Marie Giraudon) : Karissa
- Jenna Leigh Hall (VF : Margaux Laplace) : Iris
- Kelly Heyer (VF : Pamela Ravassard) : Rose
- Tim Powell (VF : Gilbert Lévy) : le principal Bachman
- Alexandre Lemonier (VF : Charles Germain) : John
- Karen Beyer (af) : la réceptionniste
- Douglas M. Griffin (VF : Mathieu Buscatto) : Roger Moretti
- Libby Whittemore (VF : Françoise Pavy) : Margeret
- Benjamin Winchell (en) : Troy
- Marcus Lyle Brown (VF : Günther Germain) : Docteur

 Source et légende : version française (VF) sur RS Doublage

## Autour du film
Ce thème a été repris dans Dix-sept filles, un film français sorti en 2011 et réalisé par Delphine et Muriel Coulin.

## Accueil
Le téléfilm a été vu par 5,856 millions de téléspectateurs lors de sa première diffusion.